# Orientierungslauf-Weltmeisterschaften 1978
Die 7. Orientierungslauf-Weltmeisterschaften fanden vom 15. September bis 17. September 1978 in der Gegend um Kongsberg in Norwegen statt.
Erstmals kamen einheitliche Kartensymbole, die der Weltverband IOF festgelegt hatte, zum Einsatz.

## Herren

### Einzel
| Platz | Land | Athlet            | Zeit      |
| ----- | ---- | ----------------- | --------- |
| 1     | NOR  | Egil Johansen     | 1:31:44 h |
| 2     | FIN  | Risto Nuuros      | 1:32:52 h |
| 3     | FIN  | Simo Nurminen     | 1:34:00 h |
| 4     | NOR  | Eystein Weltzien  | 1:34:24 h |
| 5     | SWE  | Olle Nåbo         | 1:36:51 h |
| 6     | NOR  | Jan Fjærestad     | 1:37:21 h |
| 7     | SWE  | Lars Lönnkvist    | 1:37:35 h |
| 8     | SWE  | Jörgen Mårtensson | 1:37:46 h |

Einzel:

Titelverteidiger:  Egil Johansen

Länge: 15,7 km

Posten: 21

### Staffel
| Platz | Land | Athleten                                                       | Zeit      |
| ----- | ---- | -------------------------------------------------------------- | --------- |
| 1     | NOR  | Jan Fjærestad Svein Jacobsen Egil Johansen Eystein Weltzien    | 3:55:33 h |
| 2     | SWE  | Rolf Pettersson Lars Lönnkvist Kjell Lauri Olle Nåbo           | 4:04:05 h |
| 3     | FIN  | Urho Kujala Jarmo Karvonen Simo Nurminen Risto Nuuros          | 4:16:27 h |
| 4     | SUI  | Dieter Wolf Dieter Hulliger Willi Müller Max Horisberger       | 4:16:34 h |
| 5     | TCH  | Peter Uher Zdenek Lenhart Jiri Tichacek Jaroslav Kačmarčík     | 4:29:31 h |
| 6     | GBR  | Mike Down Geoff Peck Peter Haines Chris Hirst                  | 4:44:36 h |
| 7     | DEN  | Lars Konradsen Ivan Christensen Niels Pallisgaard Klaus Madsen | 4:53:07 h |
| 8     | CAN  | Ron Lowry Ted de St Croix Gord Hunter Brian Ellis              | 5:13:42 h |

Staffel:

Titelverteidiger:  Erik Johansson, Gert Petterson, Arne Johansson, Rolf Pettersson

## Damen

### Einzel
| Platza | Land | Athlet            | Zeit      |
| ------ | ---- | ----------------- | --------- |
| 1      | NOR  | Anne Berit Eid    | 1:01:40 h |
| 2      | FIN  | Liisa Veijalainen | 1:01.42 h |
| 3      | NOR  | Wenche Jacobsen   | 1:02:42 h |
| 4      | SWE  | Kristin Cullman   | 1:03:06 h |
| 5      | SWE  | Karin Rabe        | 1:05:10 h |
| 6      | FIN  | Outi Borgenström  | 1:06:06 h |
| 7      | SUI  | Ruth Baumberger   | 1:06:21 h |
| 8      | NOR  | Astrid Carlson    | 1:06:44 h |

Einzel:

Titelverteidigerin:  Liisa Veijalainen

Länge: 8,6 km

Posten: 14

### Staffel
| Platz | Land | Athleten                                          | Zeit      |
| ----- | ---- | ------------------------------------------------- | --------- |
| 1     | FIN  | Outi Borgenström Marita Ruoho Liisa Veijalainen   | 2:26:48 h |
| 2     | SWE  | Eva Moberg Karin Rabe Kristin Cullman             | 2:26:52 h |
| 3     | SUI  | Ruth Baumberger Ruth Humbel Hanni Fries           | 2:38:43 h |
| 4     | NOR  | Tine Fjogstad Wenche Jacobsen Anne Berit Eid      | 2:38:45 h |
| 5     | TCH  | Svatana Novakova Katerina Keclikova Ada Kuchařová | 2:39:18 h |
| 6     | GBR  | Sue Parkin Carol McNeill Jean Ramsden             | 2:50:46 h |
| 7     | HUN  | Vera Korik Katalin Kármán Irén Rostás             | 3:09:21 h |
| 8     | AUS  | Carolyn Hooper Margaret Elcombe Peta Whitford     | 3:09:23 h |

Staffel:

Titelverteidigerinnen:  Ingrid Ohlsson, Kristin Cullman, Anna Lundmark

## Medaillenspiegel
| Platz | Land     | Gold | Silber | Bronze | Gesamt |
| ----- | -------- | ---- | ------ | ------ | ------ |
| 1     | Norwegen | 3    | -      | 1      | 4      |
| 2     | Finnland | 1    | 2      | 2      | 5      |
| 3     | Schweden | -    | 2      | -      | 2      |
| 4     | Schweiz  | -    | -      | 1      | 1      |